# Odín Patiño
Víctor Odín Patiño Bermúdez (Ciudad de México México, 24 de agosto de 1983) es un exfutbolista Mexicano que desempeñaba como portero. Su último club fue el Inter Club d'Escaldes de la Primera División de Andorra.

## Trayectoria
Inició su carrera en las fuerzas básicas del UNAM, donde ha permanecido hasta el Bicentenario 2010.
Su debut en la Primera División Profesional, fue el 9 de noviembre del 2002 en un partido contra Necaxa, el cual finalizó con marcador desfavorable de 1:0 para la escuadra de la UNAM.
Con Universidad Nacional se mantuvo como segundo portero desde ese entonces jugando en 9 partidos, acumulando 655 minutos,  supliendo a Sergio Bernal, esperando heredar la posición como guardameta del club. 
Al terminar el Torneo Bicentenario 2010 fue fichado al Club León de la Liga de Ascenso, y en el mercado de invierno 2010 vuelve a su club de debut, Pumas UNAM.
A finales de 2012 es cedido al club Pumas Morelos, filial del primer equipo de Primera División, Club Universidad Nacional.

## Selección nacional
Fue seleccionado Sub-20 en varias ocasiones.

## Clubes
| Club                  | País    | Año         |
| --------------------- | ------- | ----------- |
| Pumas de la UNAM      | México  | 2002 - 2010 |
| Club León             | México  | 2010        |
| Pumas de la UNAM      | México  | 2011 - 2012 |
| Pumas Morelos         | México  | 2012 - 2013 |
| Pumas Naucalpan       | México  | 2013        |
| Venados Fútbol Club   | México  | 2014 - 2017 |
| Atlético Motul        | México  | 2017 - 2018 |
| Inter Club d'Escaldes | Andorra | 2018        |

## Palmarés

### Campeonatos nacionales
| Título               | Club | País   | Año       |
| -------------------- | ---- | ------ | --------- |
| Torneo Clausura      | UNAM | México | 2004      |
| Torneo Apertura      | UNAM | México | 2004      |
| Campeón de Campeones | UNAM | México | 2003-2004 |
| Torneo Clausura      | UNAM | México | 2009      |

### Copas internacionales
| Título                                    | Club | País   | Año  |
| ----------------------------------------- | ---- | ------ | ---- |
| Campeón del XXVI Trofeo Santiago Bernabéu | UNAM | México | 2004 |